# Zgornji Leskovec
Zgornji Leskovec este o localitate din comuna Videm, Slovenia, cu o populație de 147 de locuitori.